# Egyszerűsítő írásmód
Az egyszerűsítő írásmód a magyar helyesírás négy alapelvének egyike (AkH.12 91.).

## Hatálya
1. A két- és háromjegyű betűket csonkítva írjuk:
  - szótő belsejében, például roggyan (nem „rogygyan”)
  - és (a szóelemző írásmód ellenében) szótő és toldalék találkozásakor, például ággyal (nem „ágygyal”)

Megjegyzés: A szóösszetételekre ez az egyszerűsítés nem vonatkozik: ott a szóelemzés elve érvényesül.
2. Ha három azonos mássalhangzó találkozna, csak kettőt írunk le (a szóelemző írásmód ellenében), például tollal (toll + lal, nem „tolllal”), hallak (hall + lak, nem „halllak”). Ez azonban nem vonatkozik a tulajdonnevekre, az idegen szavakra és a szóösszetételekre.
3. Az egyszerűsítő írásmód megnyilvánulásának tekinthetők azok az esetek is, amikor egyes különbségeket nem jelölünk, például dz-t és dzs-t röviden írjuk akkor is, amikor hosszan hangoznak, a zárt [ë]-t e-vel jelöljük, a rövid [á] hangot a-val írjuk, a két magánhangzó közt megjelenő [j] hangot elhagyjuk, az n + gy/ty betűk találkozásakor fellépő hasonulást – a betűkapcsolatok hagyományos megkötései miatt – szintén nem jelöljük az írásban (ez utóbbiak a magyar nyelv fonológiája alapján megjósolhatók). Ezek listáját l. A kiejtéstől eltérő írásmódú magyar köznevek listája cikkben.
4. Az i-re végződő földrajzi nevek -i képzős származékainál nem írunk két i-t, például zamárdi, helsinki (AkH.12 173., 215.).
5. Az utcanevek különírásánál (AkH.12 181.) szintén egyszerűsítés figyelhető meg, hiszen nem jelöljük a köztük lévő szoros nyelvtani kapcsolatot.
6. A harmadik mozgószabály is egyszerűsítésen alapul, mivel a közös tag mellett elmarad az összetételt jelölő kötőjel (például kutya-macska barátság).
7. A kijelentő mondat végén álló, ponttal rövidített szó (például stb.) után csak egy pontot teszünk.
8. A címek végéről elhagyott pont is tekinthető a rövidítés megnyilvánulásának (AkH.12 266.).

### Kisebb hatókörű szabályok
1. Ha helyre utalva nem dönthető el egyértelműen, hogy természetföldrajzi névként vagy településrésznévként használjuk (az előbbi ugyanis kötőjeles írást, az utóbbi pedig egybeírást von maga után), olyankor az egyszerűbbet, az egybeírást választhatjuk, például Margitsziget (OH. 197. o.).
2. Ha egy szerkezetnél a mozgószabály alkalmazása nélkül is lényegében azonos szerkezetet kapunk, eltekinthetünk a szabály alkalmazásától, például érettségikövetelmény-rendszer helyett érettségi követelményrendszer is írható. (Ez természetesen nem érvényesül olyankor, ha a mozgószabály nélküli szerkezet nem tudja tükrözni a jelentést, például az angol nyelvtanítás mást jelent, mint az angolnyelv-tanítás.)
3. A szabály szerint ha egy idegen írásmódú szó néma betűre vagy bonyolult betűkapcsolatra végződik, akkor a hozzá kapcsolódó ragot kötőjellel írjuk, például Calais (ejtve [kálé]) → calais-i (AkH.12 217. a)). Ha azonban ez a szó természetföldrajzi név tagjává válik, és újabb kötőjel kerül melléje, akkor az előbbi kötőjel az egyszerűsítés elve alapján elmarad, például Calaisi-szoros (OH. 208.)

## Ahol nem érvényesül
Az egyszerűsítő írásmód „ellenpólusa” gyakran a szóelemző írásmód – l. a cikkben, hol érvényesül az egyszerűsítés ellenében.
Az összetett szavaknál az összetétel határán nem érvényesül, pl.: kulcscsomó, jegygyűrű stb.
A 2015-ben kiadott 12. kiadás alapján már nemcsak a családneveknél, hanem az utóneveknél sem érvényesül az egyszerűsítés elve. Például Mariann-nal (Mariann + nal, nem pedig „Mariannal” vagy „Mariannnal”).